# Luftrüssel

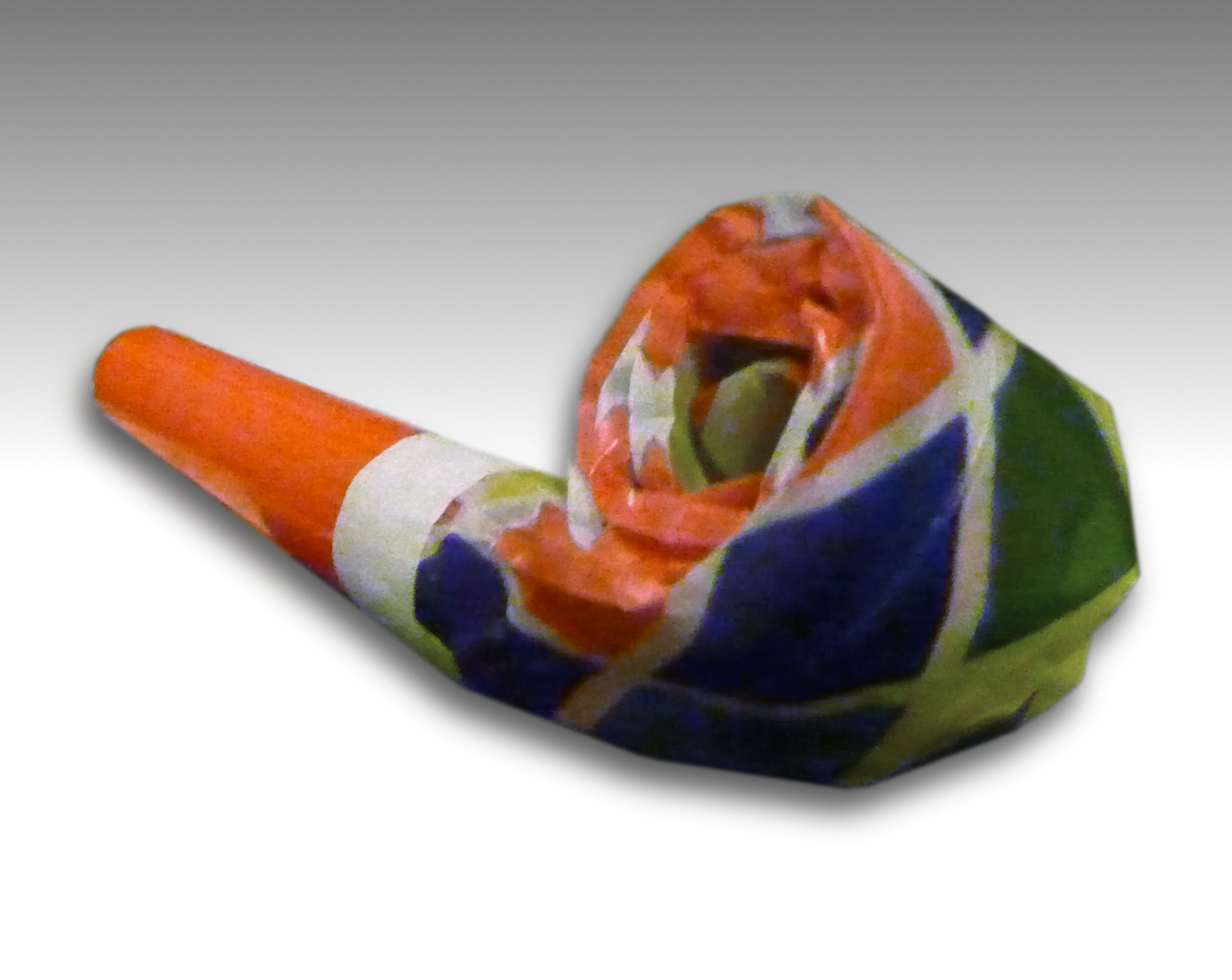
Ein Luftrüssel

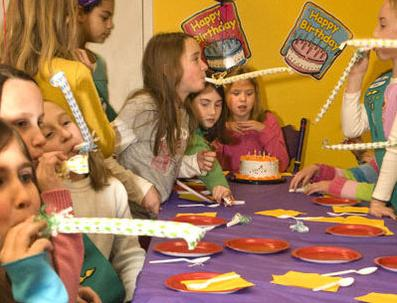
Benutzung von Luftrüsseln bei einer Geburtstagsfeier

Ein Luftrüssel (auch: Rollpfeife, Rolltröte,  Blasrüssel oder Rüsselpfeife) oder eine Luftrüssel-Tröte; gelegentlich auch Jahrmarkt-Pfeife ist ein Effekt- bzw. Lärminstrument, das instrumentenkundlich Ansingtrommel genannt wird. Luftrüssel finden Verwendung als Kinderspielzeug, Scherzartikel und im Bereich der Logopädie.

## Beschreibung
Der Luftrüssel besteht aus einem röhrenartigen, konisch verlaufenden Mundstück, das meistens aus Kunststoff gefertigt wird und einer Tröte ähnelt. Im Mundstück befindet sich eine Membran. An dem Mundstück ist ein am Ende verschlossener Schlauch mit einer innenliegenden, sehr dünnen Stahlband-Spiralfeder befestigt. Der Schlauch wird meistens aus Papier gefertigt, das einfarbig, bunt oder mit einem farbigen Muster bedruckt ist.
Durch den Luftdruck, der beim Hineinblasen in das Mundstück entsteht, füllt sich der Schlauch prall mit Luft und entrollt sich gegen die Federkraft geradeaus vom Mundstück weg. Gleichzeitig entsteht durch die an der Membran vorbeistreichende Luft ein Ton, dessen Lautstärke durch die Kraft variiert, mit der in das Mundstück geblasen wird. Durch die Spiralfeder rollt sich der Schlauch selbständig wieder auf, sobald nicht weiter hineingeblasen wird und der Luftdruck wieder nachlässt.

## Verwendung
Luftrüssel sind sowohl ein beliebtes und preiswertes Kinderspielzeug, wie beispielsweise als Kleingeschenk für die Gäste von Kindergeburtstagen und Events für Kinder, als auch gleichermaßen als Scherzartikel, wie zum Beispiel für Partys, im Karneval und bei Silvesterfeiern. Sie wurden früher im Bereich der Karneval-Artikel auch als „Radauartikel“ bezeichnet.
Darüber hinaus werden Luftrüssel für mundmotorische Übungen im Bereich der Sprachtherapie und -förderung sowie zum Üben der Zirkularatmung, wie sie beispielsweise für das Didgeridoo benötigt wird,  eingesetzt.

## Hörbeispiel
- Einmaliges Anblasen eines Luftrüssels, nachfolgend das Geräusch des sich wieder aufrollenden Papierrüsselsⓘ/?